# Andrea Kossányiová
Andrea Kossanyiová, född 6 augusti 1993, är en tjeckisk volleybollspelare (vänsterspiker).
Kossanyiová spelar i Tjeckiens landslag och deltog med dem vid VM 2022, liksom vid varje EM sedan 2011 (förutom 2019, som Tjeckien inte kvalificerade sig för). Hon har också spelat med dem i European Volleyball League som Tjeckien vunnit två av gångerna (2012 och 2019). Vid vinsten 2019 blev Kossanyiová utsedd till mest värdefulla spelare Tidigare har hon spelat med dess juniorlandslag och deltog vid U18-EM 2009 och   U19-EM 2010. På klubbnivå har hon spelat med klubbar i Tjeckien, Polen och Rumänien.